# Архиепархия Кастри
Архиепархия Кастри (лат. Archidioecesis Castriensis) — архиепархия Римско-Католической церкви с центром в городе Кастри, Сент-Люсия. В митрополию Кастри входят епархии Розо, Сент-Джорджеса, Сент-Джонса-Бастера. Кафедральным собором архиепархии Кастри является церковь Непорочного Зачатия Пресвятой Девы Марии.

## История
20 февраля 1956 года Римский папа Пий XII издал буллу «Crescit Ecclesia», которой учредил епархию Кастри, выделив её из архиепархии Порт-оф-Спейна. Из архиепархии Порт-оф-Спейна для новой епархии Кастри было передано 10 приходов. В этот же день епархия Кастри вошла в митрополию Порт-оф-Спейна.
18 ноября 1974 года Римский папа Павел VI выпустил буллу «Quoniam voluntas Dei», которой возвёл епархию Кастри в ранг архиепархии.
Архиепархия Кастри входит в Конференцию католических епископов Антильских островов.

## Ординарии архиепархии
- епископ Charles Alphonse H.J. Gachet F.M.I.[1] (14.01.1957 — 18.11.1974);
- архиепископ Patrick Webster O.S.B. (18.11.1974 — 10.05.1979);
- архиепископ Келвин Эдуард Феликс (17.07.1981 — 15.02.2008) — кардинал с 22 февраля 2014 года;
- архиепископ Robert Rivas O.P. (15.02.2008 — 11.02.2022, в отставке);
- архиепископ Gabriel Malzaire (11.02.2022 — по настоящее время).

## Источник
- Annuario Pontificio, Libreria Editrice Vaticana, Città del Vaticano, 2003, ISBN 88-209-7422-3
- Bolla Crescit Ecclesia Архивная копия от 27 марта 2010 на Wayback Machine, AAS 48 (1956), стр. 488  (лат.)
- Bolla Quoniam voluntas Dei Архивная копия от 3 марта 2016 на Wayback Machine, AAS 67 (1975), стр. 161  (лат.)